# Радіокерований вертоліт

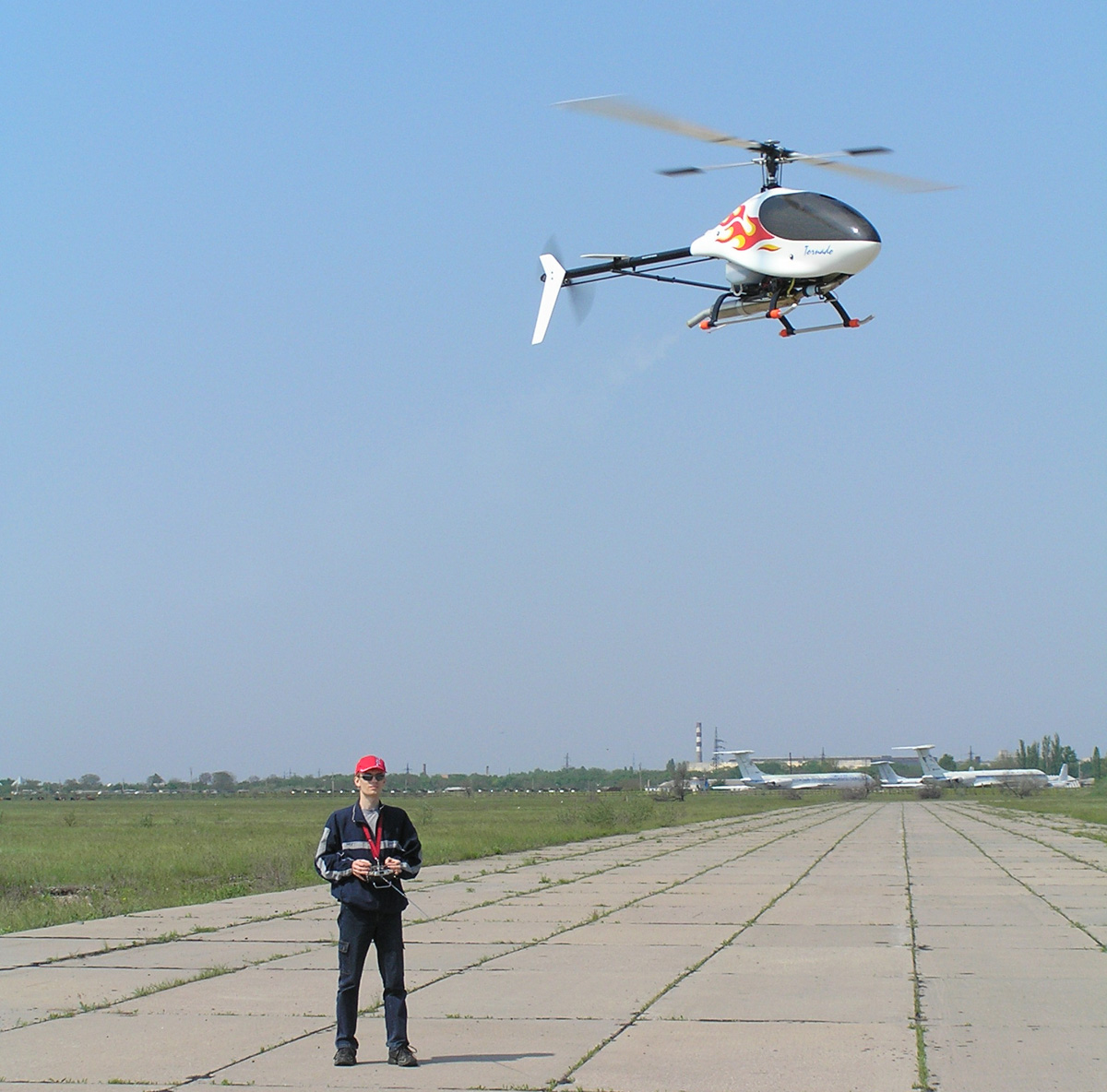
Модель гелікоптера в повітрі

Радіокеро́ваний вертоліт (англ. radio-controlled helicopter RC-Helicopter) — це літаюча модель гелікоптера, пілотована за допомогою системи дистанційного радіокерування. Як основне призначення, моделі вертольотів використовують аматори авіамоделізму як хобі та для спортивних змагань. Окрім цього подібні апарати мають ще прикладне значення, їх професійно використовують для проведення фотовідео зйомок з повітря, для агрохімічних робіт та у військовій справі.

## Історія
Зважаючи на механічну складність вертольоту, до початку 1970—х років аматорам не вдавалось побудувати його надійну літаючу модель. В 1970 році, на черговій зустрічі авіамоделістів, німецький інженер Дітер Шлютер вперше продемонстрував політ створеної ним моделі гелікоптера «Bell Huey Cobra». Йому вдалось вирішити головну проблему в забезпеченні керованості моделі, що була прихована в конструкції головки несучого гвинта. Шлютер використав дволопатеву систему з карданним шарніром та горизонтальною штангою, на якій були закріплені стабілізуючі лопатки (так звана Bell–Hiller Kombination).
Перша модель Bell Huey Cobra мала фюзеляжну конструкцію, а вертикальний підйом та політ моделі забезпечувались лише обертами несного ротора. Згодом Шлютер розробив безфюзеляжну модель Super Heli—Baby, в якої разом з обертами ротора змінювався і кут атаки лопатей. Це надало можливість більш стабільно утримувати модель в повітрі та виконувати фігури пілотажу такі як «бочка», «петля» та навіть перевернутий політ. Більшість сучасних моделей вертольотів мають таку саму компоновку та подібність конструкції які започаткував Дітер Шлютер. Він також вперше почав серійне виробництво наборів–конструкторів для збирання моделі вертольота.
Традиційно, спочатку моделі оснащувались метанольними двигунами внутрішнього згоряння із запалюванням свічкою розжарювання та бензиновими моторами. Згодом, при кінці 1990—років, з появою перших ефективних колекторних електродвигунів та нікель–кадмієвіх акумуляторів почали набирати популярності вертольоти з електроприводом. А поява потужних безколекторних електромоторів та легких енергоємних літій—полімерних акумуляторів створило справжню революцію в оснащені моделей електроприводом.

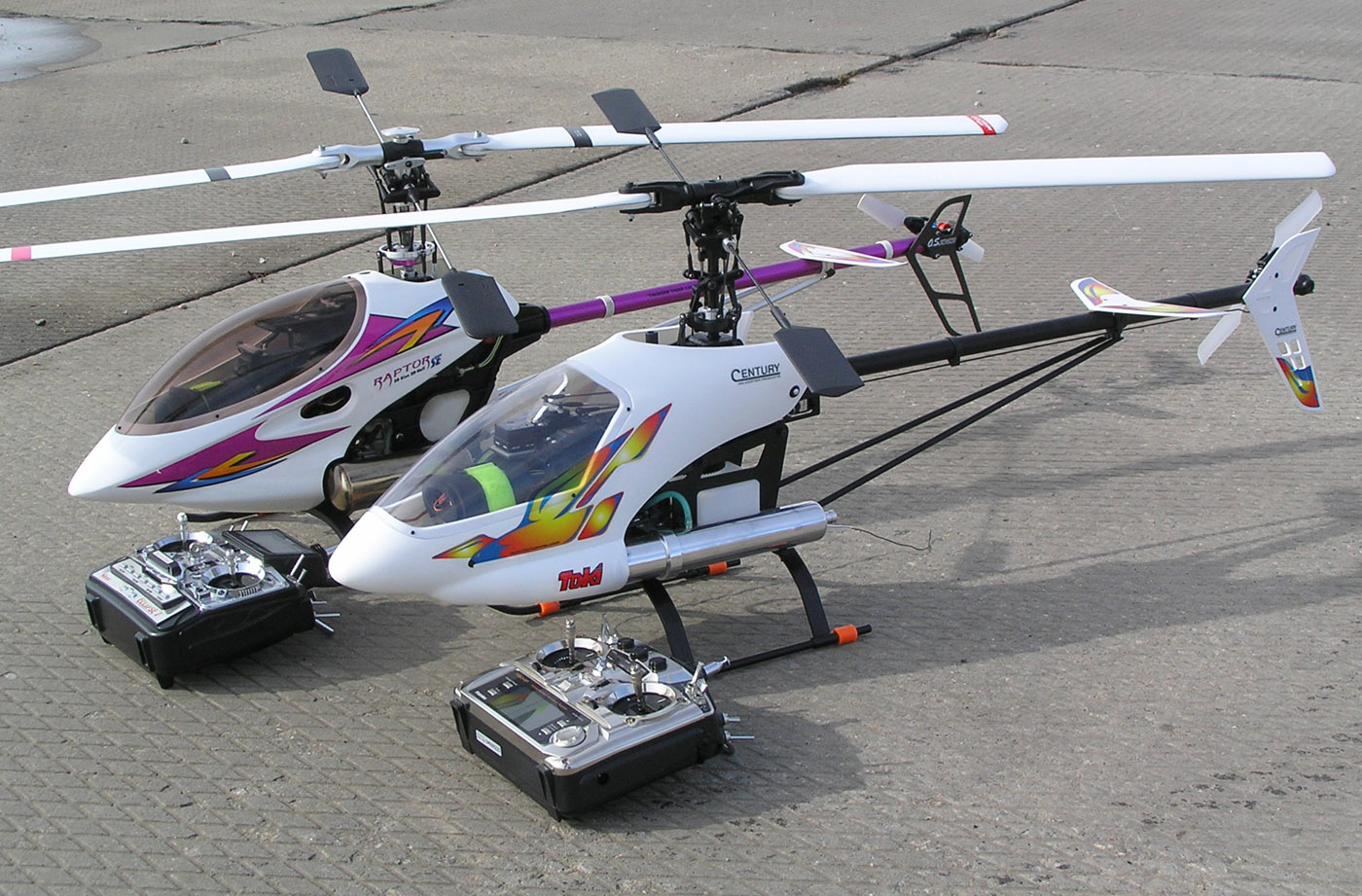
Моделі гелікоптерів з пультами дистанційного керування

## Класифікація

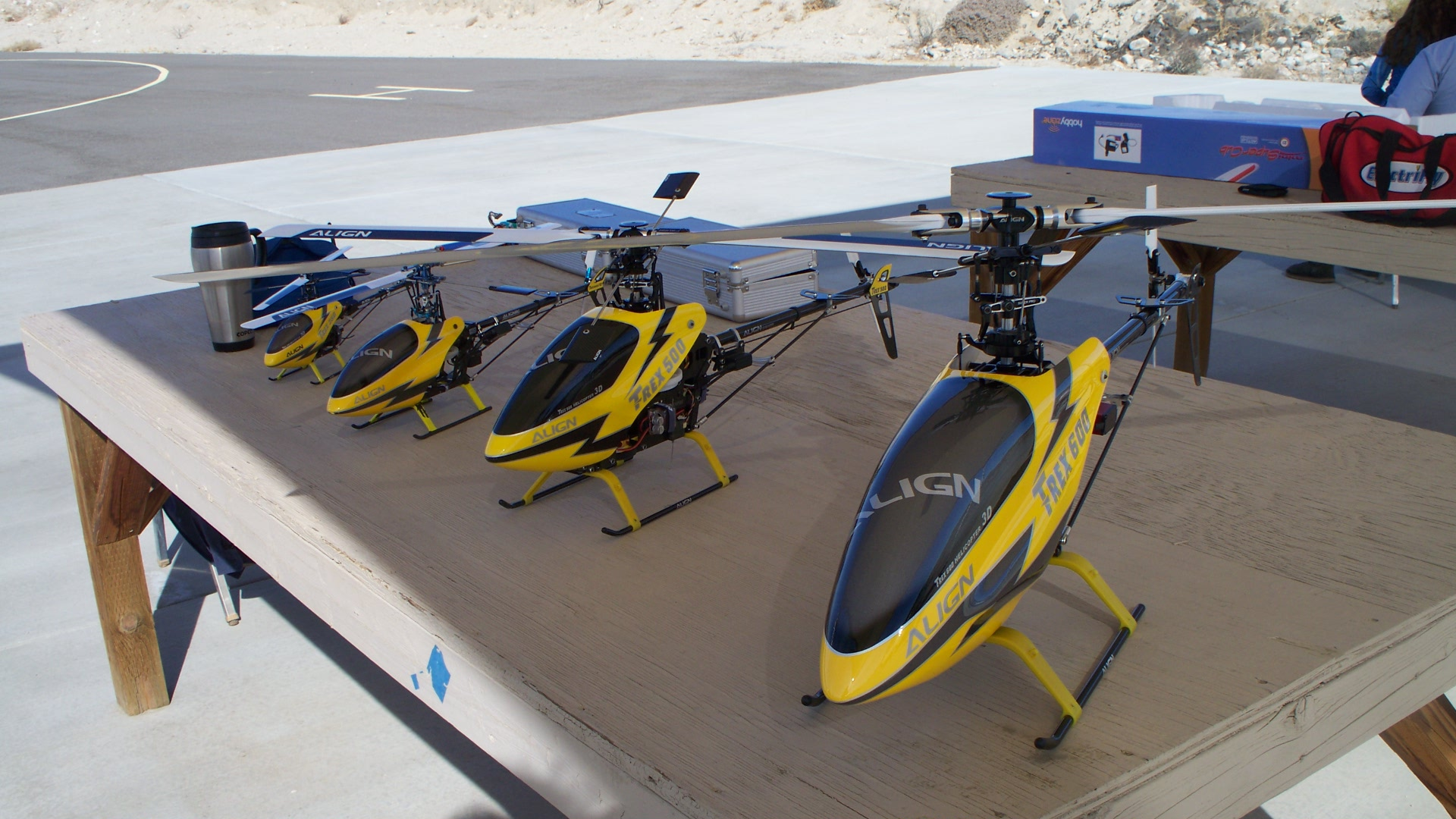
Моделі електровертольотів 250, 450, 500 та 600—го класів

Моделі вертольотів за джерелом енергії діляться на паливні і електричні.
Вертольоти з поршневими двигунами розділяються по об'єму двигуна:
- 30 клас, об'єм двигуна 0,30 куб. дюйма (5 см³)
- 50 клас, об'єм двигуна 0,46 куб. дюйма (6,5—8 см³)
- 60—90 клас, об'єм двигуна 0,6-0,9 куб. дюйма (10—15 см³)
- Моделі з бензиновими двигунами мають розміри 90 класу.

Електричні моделі ділять на такі основні класи:
- 250 клас, довжина лопаті основного ротора близько 210 мм
- 450 клас, довжина лопаті основного ротора близько 300 мм, вага близько 0,8-1,2 кг
- 500 клас, довжина лопаті основного ротора близько 450 мм
- 600 клас, довжина лопаті основного ротора близько 600 мм
- 700 клас, довжина лопаті основного ротора близько 700 мм, вага близько 4 кг

Крім того виокремлюють моделі—копії, котрі максимально точно відтворюють пропорції і деталі прототипу, можуть мати великі розміри та масу. Такі вертольоти звичайно не призначені для виконання складного пілотажу. Нерідко, такі моделі оснащують газотурбінним двигуном.
Виробляються також і мініатюрні літаючі моделі з дистанційним керуванням інфрачервоними променями, а також із коаксіальною схемою ротора, які більше відносяться до категорії іграшок.

## Спортивні класи моделей вертольотів
Міжнародна федерація повітроплавання FAI має такі класи моделей вертольотів: F3C—пілотажні гелікоптери, F4K—моделі копії (нещодавно введений пробний клас). За правилами FAI що два роки проводять міжнародні змагання Чемпіонат Світу та Чемпіонат Європи. Окрім того проводяться національні чемпіонати країн, та ціла низка змагань з екстремального 3D пілотажу поза правил FAI.

## Конструкція моделі

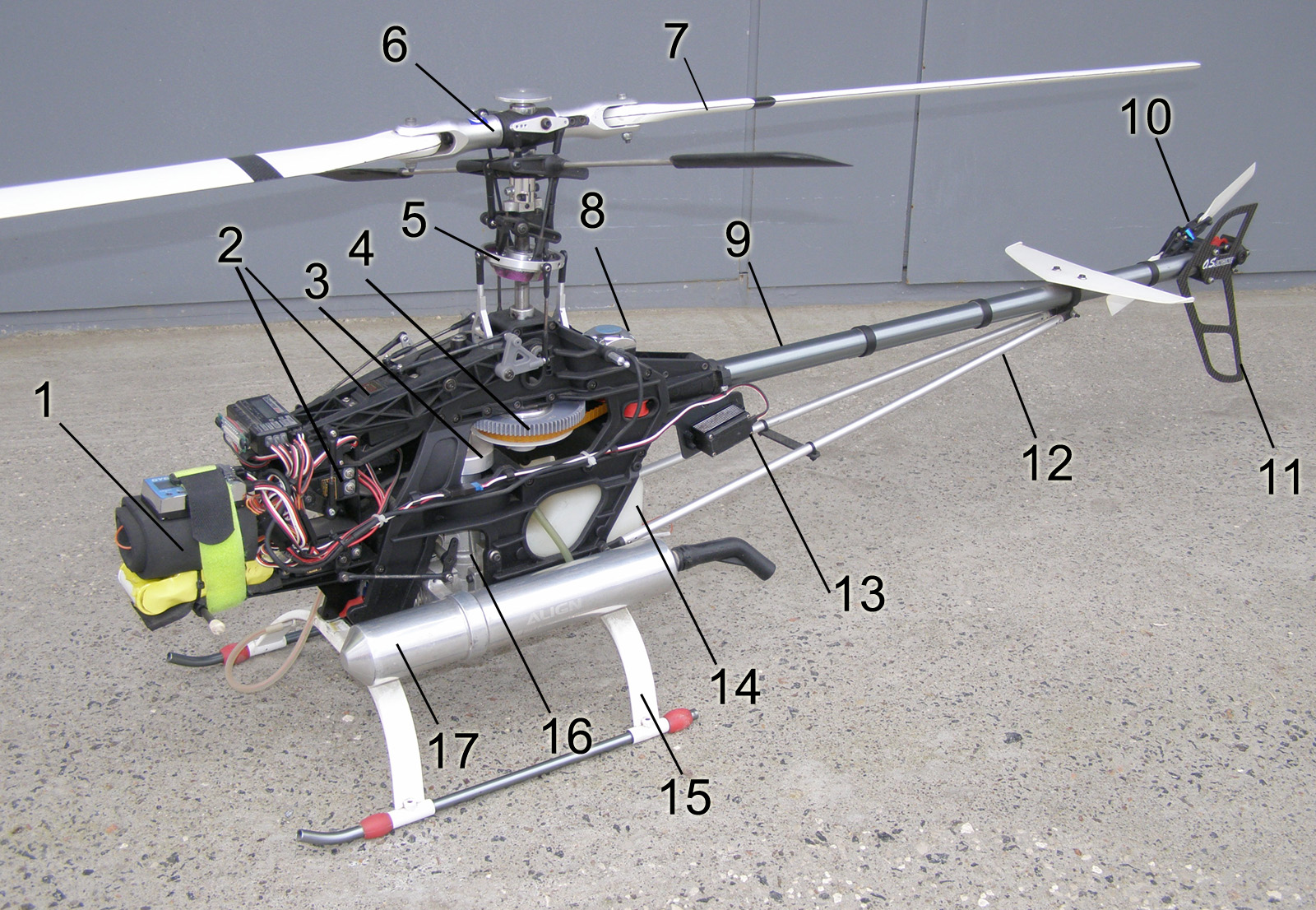
Схема будови моделі вертольота

Загалом моделі бувають двох конструктивних виконань, це без фюзеляжна відкрита конструкція, та фюзеляжні вертольоти. Перший, найбільш розповсюджений тип, який використовують для тренувальних та спортивних пілотажних польотів. Конструкції більшості моделей дуже подібні.
Основа моделі вертольота, це рама механіки. На ній змонтовані майже всі вузли та механізми моделі: двигун, бак або акумулятори, редуктор приводу головного ротора та трансмісії хвостового ротора, головний ротор, хвостова балка, сервоприводи, кабіна—обтічник, шасі.
Схема будови моделі вертольота:
1. Бортовий акумулятор та електроніка (приймач, блок гіроскопа)
2. Сервоприводи керування шайбою перекосу
3. Муфта запуску двигуна. На моделях з електроприводом відсутня.
4. Редуктор приводу головного та хвостового ротора
5. Шайба перекосу
6. Головний ротор. Складний комплексний механізм, що забезпечує вертикальний та горизонтальний політ, керує положенням моделі в повітрі.
7. Лопаті головного ротора
8. Датчик гіроскопа
9. Хвостова балка. В ній проходить вал, або зубчатий ремінь приводу хвостового ротора
10. Хвостовий ротор. Комплексний механізм, запобігає обертанню гелікоптера навколо вертикальної осі головного ротора, також забезпечує поворот моделі по курсу
11. Кіль, виконує функцію захисту хвостових лопатей від пошкодження під час посадки
12. Підкоси, забезпечують жорсткість хвостовою балки
13. Сервопривод керування хвостовим ротором
14. Паливний бак
15. Шасі
16. Двигун внутрішнього згорання
17. Глушник двигуна

## Особливості пілотування та можливості моделі
Гелікоптер є найскладнішим в керуванні серед усіх радіокерованих моделей.
Для утримання моделі в повітрі пілот має діяти одночасно двома ручками керування. Це потребує високої концентрації уваги та особливої навички. Без тренування на спеціальному комп'ютерному симуляторі, навчитися пілотуванню моделі вертольота практично неможливо.
Проте, модель керована досвідченим пілотом може виконувати надзвичайно складні фігури 3D пілотажу не підатні жодному літаючому апарату.
Наприклад, вертоліт може летіти задом вперед на великій швидкості в перевернутому положенні виконуючи при цьому «бочку», та інше.

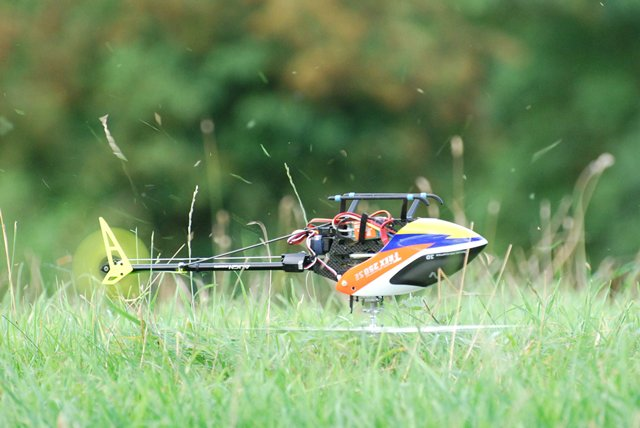
Модель вертольота в перевернутому польоті

## Виробники моделей вертольотів
- Mikado
- Kyosho
- Align
- Hirobo
- Esky
- Century
- Thunder Tiger
- E-flite